# Antecipatorisk planering
Antecipatorisk planering är planering för den förväntade (anticiperade) framtiden, inte den omedelbart föreliggande som gränsar till nuet.
Termen används i utvecklingspsykologin och handlar om framförhållning i tänkandet, vilket kan ske genom inlevelse i en i tanken konstruerad föreställning om den framtida situationen.
Små barn och andra djur än människan brukar anses ha brister vad gäller denna förmåga.